# Freies Schauspiel Ensemble Frankfurt
Das Freie Schauspiel Ensemble Frankfurt wurde 1984 in Frankfurt am Main gegründet. Nach dem Auszug aus dem Philanthropin (Frankfurt am Main) 2004, und einer fünfjährigen Zwischenstation in der Kommunikationsfabrik, hat es seit 2011 seine feste Spielstätte im Titania in Frankfurt-Bockenheim.
Das Ensemble ist ein loser Zusammenschluss von freien Theaterschaffenden, die sich in immer neuen Konstellationen zusammenfinden, um ihre Projekte zu realisieren. Geleitet wird das Theater von Reinhard Hinzpeter und Bettina Kaminski. Das Freie Schauspiel Ensemble Frankfurt wurde zu zahlreichen Festivals im In- und Ausland eingeladen. Seit seinem mehrsprachigen EU-Projekt Nachtasyl – Treffpunkt der Träume (2006) ist das Ensemble ein begehrter Partner für internationale Kooperationen.

## Produktionen
- 1996: Die Fremdenführerin von Botho Strauß
- 1998: Brief einer Unbekannten von Stefan Zweig
- 1999: Wahlverwandtschaften nach dem gleichnamigen Roman von Johann Wolfgang von Goethe, Koproduktion mit dem Theater Willy Praml
- 1999: Egmont von Goethe, Koproduktion mit dem Theater Willy Praml
- 2000: Medea nach dem gleichnamigen Roman von Christa Wolf
- 2000: Gott ist ein DJ von Falk Richter
- 2001: Kampf des Negers und der Hunde von Bernard-Marie Koltès
- 2001: Der Tod und das Mädchen von Ariel Dorfman
- 2002: Täglich Brot von Gesine Danckwart
- 2002: Die Frau vom Meer von Henrik Ibsen
- 2003: Glaube Liebe Hoffnung von Ödön von Horváth
- 2003: Hiroshima, mon amour von Marguerite Duras
- 2004: Die Gerechten nach Albert Camus
- 2004: Kunst von Yasmina Reza
- 2005: Eine Frau griechischer Herkunft. Dramatischer Monolog in Gedichten von Tzimon Barto, Koproduktion mit KlangBogen Wien
- 2005: Die Zeit der Schildkröten von Kerstin Specht, Koproduktion mit den Ruhrfestspielen Recklinghausen, Uraufführung
- 2006: Nachtasyl nach Maxim Gorki, Koproduktion mit dem Presernovo Gledalisce Kranj (SI) und dem Teatr im. Juliusza Slowackiego w Krakowie, Polen
- 2006: Der Prozess nach dem Roman von Franz Kafka
- 2007: Kein Ort. Nirgends nach dem gleichnamigen Roman von Christa Wolf
- 2007: Drei Mal Leben von Yasmina Reza
- 2007: Elektra nach dem Libretto von Hugo von Hofmannsthal
- 2008: Fernweh! Eine groteske Schlagerrevue für alle ewig Urlaubsreifen
- 2008: Szenen einer Ehe nach Ingmar Bergman
- 2009: Der Theatermacher von Thomas Bernhard
- 2008: Rabenkind von Bert Strebe
- 2009: Rosmersholm von Henrik Ibsen
- 2010: Kaspar Häuser Meer von Felicia Zeller
- 2010: Die heilige Johanna der Schlachthöfe von Bertolt Brecht
- 2011: Ich werde sein. Das Drama Rosa Luxemburg
- 2011: Zeit des Verschwindens nach dem Roman von John von Düffel
- 2012: Peggy Pickit sieht das Gesicht Gottes von Roland Schimmelpfennig
- 2012: Atropa. Die Rache des Friedens von Tom Lanoye
- 2013: Gift. Eine Ehegeschichte von Lot Vekemans
- 2013: Das Himbeerreich von Andres Veiel
- 2013: Gilgi. Eine von uns von Irmgard Keun
- 2014: Tschernobyl. Eine Chronik der Zukunft nach Swetlana Alexijewitsch
- 2015: Der Weg zum Glück von Ingrid Lausund
- 2015: Unschuld von Dea Loher
- 2015: Ich möchte lieber nicht nach Bartleby der Schreiber von Herman Melville
- 2016: Das Glück rast hinterher. Fünf Schauspieler auf der Suche
- 2016: Faust von Johann Wolfgang von Goethe
- 2017: Ichglaubeaneineneinzigengott.hass von Stefano Massini
- 2017: Diplomatie von Cyril Gély
- 2018: Die Glasmenagerie von Tennessee Williams